# Minuartia rubella
Espèce
Classification phylogénétique
Minuartia rubella (l'Alsine rougeâtre ou la Minuartie rougeâtre) est une espèce végétale alpine vivace de la famille des Caryophyllaceae.

## Description
Petite plante en touffe formant des coussins. Feuilles de 4 à 8 mm. Fleurs de 5 à 8 mm, solitaires, pétales plus courts que les sépales.

## Floraison
Juin à août.

## Habitat
Rochers alcalins de montagnes jusqu'à 1 200 m.